# Jacek Mazur
Jacek Mazur (ur. 21 marca 1958 w Nowym Sączu, zm. 11 lipca 2018 w Krakowie) – polski klarnecista, saksofonista i wokalista jazzowy, popularyzator jazzu, członek Jazz Band Ball Orchestra, pomysłodawca i dyrektor artystyczny międzynarodowego Baszta Jazz Festivalu w Czchowie.

## Życiorys
Syn Zbigniewa i Teresy. Był absolwentem technikum samochodowego w Nowym Sączu. Naukę gry na klarnecie rozpoczął w Państwowej Szkole Muzycznej I stopnia w Nowym Sączu w wieku 11 lat, a następnie kontynuował w Państwowej Szkole Muzycznej II stopnia w Tarnowie. W 1979 założył własny zespół jazzowy Absolutorium Jazz Band, z którym zdobył I miejsce w kategorii zespołów instrumentalnych podczas chorzowskich konfrontacji jazzowych. Od 1983 do śmierci w 2018 był członkiem zespołu Jazz Band Ball Orchestra, z którym koncertował niezmiennie przez 35 lat w kraju i za granicą, w tym między innymi w Kanadzie, USA i ZSRR, a także dokonał licznych nagrań fonograficznych. Od 2000 był organizatorem i dyrektorem artystycznym Baszta Jazz Festivalu w Czchowie. 